# دودمان آباملیک

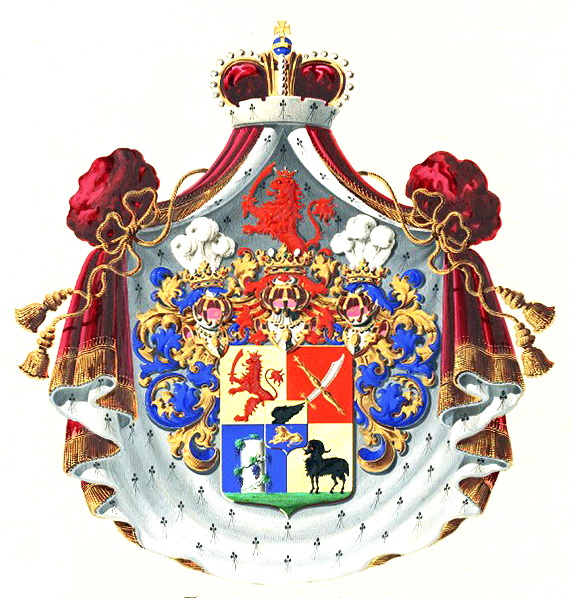

دودمان آباملیک (ارمنی: Աբամելիք, گرجی: აბამელიქი, روسی: Абамелик) یک دودمان اشراف ارمنی در پادشاهی متحد گرجستان و امپراتوری روسیه بود.